# П'єр де Корнеян
П'єр де Корнеян (фр. Pierre de Corneillan; д/н — 24 серпня 1355) — 27-й великий магістр ордену госпітальєрів у 1353—1355 роках.

## Життєпис
Походив з арманьякського шляхетського роду де Корнеян. Третій син Арно де Корнейяна та Анни де Тарта. Більшу частину життя діяв в пріорстві Прованс, де затоваришував з Д'єдонне де Гозоном, майбутнім великим магістром. 1347 року призначений великим прецептором. 1349 року стає командором Пексіори. 1353 року отримує важливу посаду пріора Сен-Жиль, невдовзі за цим до пріорства Сен-Жиль увійшло пріорство Прованс.
У грудні 1353 року обирається великим магістром. Багато сил доклав для зміцнення оборони Смірни від нападів військ бейліків Айдин і Ментеше. При цьому вимушен був приймати заходи на скаргу венеційського посла Паоло Морозіні, що висловив претензії сенату стосовно надання лицарями допомоги та притулку всіляким піратам, що розбійничали у водах Крита і Архіпелагу. 
У 1354 році Османський бейлік захопив візантійське місто Галліполі. З огляду на це папа римський Інокентій VI в жовтні 1355 року відрядив Хуана Фернандеса де Ередіа з листом, де звинуватив великого магістра госпітальєрів у бездіяльності та пропонував перемістити резиденцію ордену з Родосу ближче і вигнати турок з Малої Азії. Погрожуючи у випадку відмови конфіскувати майно ордену.
Корнеян відреагував ухильно, пропонуючи винести цю пропозицію для обговорення і прийняття рішення Генерального капітулу, який повинен був відбутися у Німі або Монпельє, але смерть великого магістра 1355 року завадила цьому. Його наступником став Роже де Пен.